# Адубато, Ричи
Ричард Адам (Ричи) Адубато (англ. Richard Adam 'Richie' Adubato; род. 23 ноября 1937, Эрвингтон, Нью-Джерси) — американский баскетбольный тренер, скаут и комментатор. После работы с командами средних школ и колледжей тренировал ряд клубов НБА, в том числе как главный тренер — клубы «Детройт Пистонс», «Даллас Маверикс» и «Орландо Мэджик». В дальнейшем главный тренер клубов женской НБА, трёхкратный чемпион Восточной конференции с командой «Нью-Йорк Либерти» и трёхкратный тренер матча всех звёзд женской НБА.

## Биография
Ричи Адубато, уроженец Нью-Джерси, в средней школе был одним из лучших игроков в бейсбол и баскетбол, а также играл в американский футбол. Поступив в Колледж Уильяма Патерсона, он стал капитаном баскетбольной сборной вуза, а в составе бейсбольной команды колледжа, играя на первой базе, выиграл в 1959 году чемпионат Спортивной ассоциации колледжей штата Нью-Джерси и стал участником первого в её истории национального чемпионата Национальной ассоциации межвузовского спорта (NAIA). В последний год учёбы, 1959/60, был капитаном и этой сборной. По окончании колледжа участвовал в тренировочном лагере клуба МЛБ «Филадельфия Филлис», но не сумел пробиться в состав.
Завершив учёбу с академической степенью по администрированию, работал барменом и учителем в школах в центральной части Нью-Джерси, но в основном занимался тренерской работой. Возглавлял вторые команды академии Стивенса (Нью-Джерси, 1960—1962, баланс побед и поражений 29-5), школы Сент-Джозеф-Уэст (Нью-Йорк, 1962—1963, баланс 15-2) и школы Аур-Леди-оф-те-Валли (Нью-Джерси, 1963—1965, баланс 28-3). С двумя последними выигрывал окружные первенства среди вторых команд школ. С 1965 по 1969 год тренировал основную команду школы Аур-Леди-оф-те-Валли, одержав с ней 76 побед при 14 поражениях и выиграв чемпионат штата Нью-Джерси в 1965 году и чемпионат 2-го дивизиона Федерации католических школ в 1966 и 1967 годах. Среди воспитанников Адубато в годы работы с этой командой был Брайан Хилл — будущий главный тренер клуба НБА «Орландо Мэджик».
Благодаря удачной работе со школьными командами Адубато в 1969 году получил предложение присоединиться к тренерскому составу сборной Упсала-колледжа, выступавшей в III дивизионе чемпионата NCAA. До 1972 года он тренировал команду второкурсников, а затем, до 1978 года, — основную сборную колледжа, В 1976 году привёл команду Упсала-колледжа к победе в чемпионате конференции ECAC в III дивизионе. За время работы в Упсала-колледже (баланс побед и поражений 42-8 со второкурсниками и 100-53 с основной сборной) неоднократно побеждал соперников, выступавших в I дивизионе NCAA, и был близок к победе в гостях над такими ведущими командами как сборные Джорджтаунского университета и Политехнического университета Виргинии.
Другой выходец из Нью-Джерси, Дик Витале, приглашал Адубато перейти в Детройтский университет, где тренировал в это время, но это предложение Адубато отклонил. Однако когда Витале, став в 1978 году главным тренером клуба НБА «Детройт Пистонс», снова пригласил его в качестве помощника, Адубато оставил студенческий баскетбол ради профессионального. Проработав под началом Витале чуть больше сезона, Адубато занял пост главного тренера после того, как тот был уволен. Команда, ослабленная травмами и расставшаяся со своей главной звездой на тот момент — Бобом Ленье, — закончила год неудачно, и контракт с Адубато не был продлён.
На некоторое время Адубато вернулся к преподаванию в школах Нью-Джерси (одновременно выполняя обязанности скаута для клуба «Атланта Хокс»), но вскоре ещё один уроженец Нью-Джерси, Хуби Браун, тренировавший в НБА клуб «Нью-Йорк Никс», пригласил его и Майка Фрателло на должности ассистентов. Адубато участвовал с «Никс» в плей-офф 1984 года, когда его команда уступила в семи матчах шедшему к чемпионскому титулу «Бостону», и в дебютный сезон в НБА Патрика Юинга. После ухода Фрателло в «Атланту» отношения в тренерском штабе «Никс» испортились, и Адубато перешёл в «Даллас Маверикс», где ему была поручена задача улучшить игру команды в обороне. С этой задачей он успешно справился. Начав работу помощником Дика Мотты, он затем работал под руководством Джона Маклауда, а когда тот был уволен на раннем этапе сезона 1989/90, во второй раз за карьеру занял пост главного тренера клуба НБА. В первый год Адубато удалось вывести «Маверикс» в плей-офф, но в дальнейшем команда играла хуже из-за обилия травм и уходов игроков. Костяк состава пришлось, в частности, перестраивать после того, как Рой Тарпли был дисквалифицирован пожизненно за употребление наркотиков. Сезон 1992/93 «Даллас» начал с 2 победами в первых 29 матчах, после чего Адубато был уволен.
На один сезон Адубато присоединился к тренерскому штабу «Кливленд Кавальерс», возглавляемому Фрателло, а затем перешёл в «Орландо Мэджик», который тренировал его бывший ученик Брайан Хилл. Команда, за которую выступал Шакил О’Нил, стала финалистом чемпионата НБА в 1995 году и дошла до финала Восточной конференции год спустя, но затем О’Нил перешёл в другой клуб. К середине сезона 1996/97 игроки «Орландо» были резко настроены против Хилла, и руководству клуба пришлось сменить главного тренера, временно назначив на этот пост Адубато. За остаток сезона команда выиграла 21 матч при 12 поражениях, вышла в плей-офф и в пятиматчевой серии уступила там «Майами Хит». Несмотря на успешную концовку года, Адубато не предложили продлить контракт, вместо этого подписав на должность главного тренера Чака Дэйли. Суммарно за время работы главным тренером в трёх разных клубах НБА Адубато выиграл 127 матчей и проиграл 240 (34,6 % побед); он включался в списки худших тренеров за историю НБА такими СМИ как Bleacher Report (2010) и Complex (2012). Частично его неудачи объясняются тем, что он каждый раз тренировал команды с серьёзными проблемами в составе или с низкой игровой моралью.
Один сезон Адубато провёл в качестве консультанта тренера «Селтикс» Рика Питино, после чего в 1999 году подписал контракт как главный тренер клуба женской НБА «Нью-Йорк Либерти». В первые два сезона с «Либерти» он дважды выводил команду в финал чемпионата женской НБА, а всего за пять лет руководства командой четырежды играл с ней в финалах Восточной конференции и трижды — в финалах лиги. Он также три раза выступал в качестве тренера матча всех звёзд женской НБА. В сезоне 2003/4 американец также некоторое время тренировал российский женский баскетбольный клуб УГМК (Екатеринбург). Команда провела лишь девять матчей в российском чемпионате под руководством Адубато, но одержала в них девять побед. Она также победила сборную клубов женской НБА в Мировой лиге, проходившей в Самаре, но затем уступила в стыковых матчах.
По окончании работы в Нью-Йорке Адубато два сезона тренировал ещё один клуб женской НБА, «Вашингтон Мистикс», и во второй год работы вывел его в плей-офф с балансом побед и поражений 18-16 в регулярном сезоне. Третий сезон под руководством Адубато «Мистикс», однако, начали с четырёх поражений подряд, и тренер подал в отставку. Несмотря на то, что он проработал с «Вашингтоном» чуть больше двух сезонов, это был на тот момент самый долгий срок, на который в этой команде задерживался главный тренер — до него «Мистикс» сменили семь тренеров за семь сезонов. Адубато, кроме того, стал первым в истории тренером, которому удалось вывести в плей-офф по две команды мужской и женской НБА. В промежутке между сезонами женской НБА Адубато также тренировал европейские баскетбольные команды. В сезоне 2004/5 он привёл клуб «Элицур» (Рамла) к 10 победам при 1 поражении и титулу чемпионок Израиля, а на следующий год завоевал Кубок Европы ФИБА со «Спартаком» (Московская область), в общей сложности одержав 14 побед при 2 поражениях.
В 2007 году, по завершении работы в женской НБА, вернулся в Орландо, где стал комментатором на матчах «Мэджик». Комментаторский стиль Адубато был известен богатством речи и обилием анекдотов, в том числе и из собственной жизни бывшего тренера.
Со своей второй женой, Кэрол, Адубато познакомился в середине 1980-х годов, когда работал помощником тренера в «Нью-Йорк Никс». Они поженились в Техасе в 1989 году, когда Адубато уже был частью тренерского штаба «Далласа». Сын Ричи Адубато от первого брака, Скотт, тоже стал баскетбольным тренером. У Адубато ещё двое детей — дочь Бет от первого брака и сын Адам от второго.